# エドガル・カルデナス
エドガル・カルデナス（Edgar Cardenas、1974年9月16日 - ）は、メキシコの男性プロボクサー。元IBF世界ミニマム級王者。
メキシコシティ出身。

## 来歴
1991年10月5日、プロデビュー戦を行い3回TKO負けを喫しプロ初黒星でデビューした。
1994年10月15日、ヘスス・チャンが持つメキシコライトフライ級王座に挑戦し12回判定負けを喫し王座獲得に失敗した。
1995年4月15日、フスト・スニガが持つNABF北米ライトフライ級王座に挑戦し3回TKO勝ちで王座獲得に成功した。
1995年5月19日、1か月の強行軍でメキシコタイトルに再挑戦。ヘウス・チャンが持つメキシコライトフライ級王座に再挑戦し9回失格勝ちで王座獲得に成功した。
1995年8月18日、7戦全勝のマーティン・フェリックスと対戦し4回TKO勝ちでメキシコ王座の初防衛に成功した。
1995年10月24日、ファン・カルロス・ブルゴスのおじで後のIBF世界ライトフライ級王者ホセ・ビクトル・ブルゴスと対戦し12回判定負けを喫しメキシコ王座の2度目の防衛に失敗し王座から陥落した。
1996年2月4日、アドニス・クルスが持つFACARBOXスーパーフライ級王座に挑戦し12回判定負けを喫し、王座獲得に失敗した。
1996年5月31日、アルフレド・ビーゲンが持つNABO北米ライトフライ級王座に挑戦し、7回KO勝ちで王座獲得に成功した。
1996年8月11日、ドミンゴ・ギーエンと対戦し4回KO勝ちでNABO王座の初防衛に成功した。
1997年6月21日、フランシスコ・ガルシアと空位のメキシコライトフライ級王座決定戦を行い、6回TKO勝ちで1年8か月振りに王座に返り咲いた。
1998年4月20日、ホセ・ルイス・ベラルデが持つWBAフェデセントロライトフライ級王座に挑戦したが、前日計量でカルデナスが計量失格になりカルデナスが勝てば王座は空位になり、ベラルデが勝てば王座防衛という条件で通常通り試合が行われ、カルデナスが3-0(3者とも120-108)の判定勝ちを収めた為、WBAフェデセントロ王座は空位になった。
1998年6月27日、アルフレド・ビーゲンが持つWBCアメリカ大陸ライトフライ級王座に挑戦し、12回判定勝ちを収め王座獲得に成功した。
1998年9月16日、ファン・ボーティスタと対戦し9回TKO勝ちでWBCアメリカ大陸王座初防衛に成功した。
1998年11月28日、ファン・アルフォンソ・ゲブ・バースと対戦し12回判定勝ちで2度目の防衛に成功した。
1999年4月24日、オズワルド・ゲレーロと対戦し12回判定負けを喫し3度目の防衛に失敗し王座から陥落した。
1999年8月7日、アメリカデビュー戦。フロリダ州マイアミにて後の世界3階級制覇王者フェルナンド・モンティエルの兄アレハンドロ・モンティエルが持つWBCアメリカ大陸ライトフライ級王座に挑戦し10回TKO負けを喫し4か月振りの王座返り咲きに失敗した。
2000年2月18日、デンマークにてジェスパー・ジャンセンが持つIBC世界スーパーフライ級王座に挑戦したが、0-3(114-116、111-117、113-115)に判定負けを喫し王座獲得に失敗した。
2002年11月1日、マリーノ・モンティエルと空位のメキシコライトフライ級王座決定戦を行い、12回判定勝ちで3年5か月振りに王座返り咲きに成功した。
2003年5月31日、念願の世界初挑戦。バハ・カリフォルニア州ティフアナのアウディトリオ・ムニシパルにてIBF世界ミニマム級王者ミゲール・バレラと対戦。強打者で無敗のバレラは前王者ロベルト・カルロス・レイバとの3戦まで及んだ因縁の激しい打撃戦を乗り切って臨んだ。試合は技巧派であるカルデナスが手数を多くして試合をコントロールし、バレラの強打を空転させた。ダウンシーンは無くスコアもカルデナスがリードして終盤に折り返した。10回ダメージが溜まったバレラに隙をつきダウンを奪った。この試合で初ダウンを喫したバレラは起き上がれずレフェリーがカウントを途中で止めて試合終了。10回1分46秒KO勝ちにより初挑戦で念願の王座獲得に成功した。
2003年10月4日、カリフォルニア州ロサンゼルスのステイプルズ・センターにてダニエル・レイジェスと対戦し6回にダウンを奪われるとそのままレフェリーストップがかかり試合終了。6回2分40秒TKO負けを喫し初防衛に失敗し王座から陥落した。
2004年3月20日、プエルトリコグアイナボのコリセオ・マリオ“キホーテ”モラレスにて18戦全勝のWBO世界ミニマム級王者イヴァン・カルデロンと対戦した。試合前はカルデロンの3度目の防衛戦の相手にカルデナスを迎えたが、試合の前日計量で計量オーバーで失格になり急遽ノンタイトル戦に変更。試合はミニマム級クラス最強で屈指のスピードスターカルデロンのスピードを捕えきれずに苦戦。最後はカウンターをもらったところでダウンし、カウントアウトになり終了。11回1分33秒KO負けを喫しこの試合を最後に現役を引退した。

## 獲得タイトル
- NABF北米ライトフライ級王座
- メキシコライトフライ級王座
- NABO北米ライトフライ級王座
- WBCアメリカ大陸ライトフライ級王座
- 第12代IBF世界ミニマム級王者（防衛0）